# Eta Volantis
Eta Volantis (η Volantis, förkortat Eta  Vol, η Vol) som är stjärnans Bayerbeteckning, är en enkel stjärna belägen i den sydöstra delen av stjärnbilden Flygfisken. Den har en skenbar magnitud på 5,28 och är svagt synlig för blotta ögat där ljusföroreningar ej förekommer. Baserat på parallaxmätning inom Hipparcosuppdraget på ca 8,6 mas, beräknas den befinna sig på ett avstånd på ca 381 ljusår (ca 117 parsek) från solen.

## Egenskaper
Eta Volantis är blå till vit stjärna i huvudserien av spektralklass A0/1 IV/V, men som också har drag av underjättestjärna. Den har en massa som är ca 2,7 gånger större än solens massa, en radie som är ca 3,4 gånger större än solens och utsänder från dess fotosfär ca 84 gånger mera energi än solen vid en effektiv temperatur på ca 8 660 K.
Eta Volantis har två optiska följeslagare av 12:e magnituden separerade med 30,8 respektive 42,4 bågsekunder.